# Rio Bravo
Rio Bravo (Originaltitel: Rio Bravo) ist ein US-amerikanischer Western von Howard Hawks aus dem Jahre 1959 mit John Wayne in der  Hauptrolle. Der Film wurde vom 1. Mai 1958 bis 23. Juli 1958 gedreht und startete am 18. März 1959 im Verleih von Warner Bros. Pictures in den US-amerikanischen Kinos. In der Bundesrepublik Deutschland wurde der Film am 25. August 1959 durch Warner Bros. Pictures veröffentlicht.
Der Film zählt zu den erfolgreichsten Western der Filmgeschichte. Die Cahiers du cinéma listen ihn auf Platz 12 der 100 besten Filme aller Zeiten. 2014 wurde der Film ins National Film Registry aufgenommen.

## Handlung
John Chance ist Sheriff in der texanischen Stadt Rio Bravo. Sein einstmals zuverlässiger Hilfssheriff Dude ist durch eine unglückliche Frauengeschichte vor ein paar Jahren zum Säufer geworden und bettelt in einer Bar um etwas Geld für Alkohol. Der Herumtreiber Joe Burdette wirft spöttisch einen Silberdollar für Dude in einen Spucknapf. Chance will die Erniedrigung seines ehemaligen Hilfssheriffs nicht mit ansehen und wirft den Spucknapf um, woraufhin Dude ihn zornig bewusstlos schlägt. Joe Burdette seinerseits schlägt Dude und tötet einen unbeteiligten Bargast, der einschreiten will. Chance kann sich schnell von Dudes Schlag erholen und sperrt Joe Burdette, mit Hilfe von Dude, wegen Mordes ins Gefängnis.
Mit der Verurteilung Joes muss bis zur Ankunft des Marshals gewartet werden, was einige Tage dauern wird. Unterdessen wirbt Joes Bruder, der wohlhabende Rancher Nathan, Dutzende Revolverhelden und Kriminelle an, um das Gefängnis zu stürmen. Chance und sein alter Gehilfe Stumpy geraten in große Bedrängnis. Dude wird wieder als Hilfssheriff eingeschworen, mit der Bedingung, dass er sich vom Alkohol fernhalte. Als Nathan Burdette seinen Bruder im Gefängnis besucht, deutet Chance ihm gegenüber an, dass Joe bei einem Erstürmungsversuch sofort erschossen werde, woraufhin der Rancher seine Strategie ändert.
Eines Abends trifft Chances Freund Pat Wheeler mit einem Versorgungszug in der Stadt ein. Wheeler hört von der Lage und versucht, Männer für Chances Unterstützung anzuwerben. Der junge Revolverheld Colorado, der als Wachmann den Versorgungszug von Wheeler begleitet, lehnt höflich eine Anwerbung ab, da er sich nicht einmischen wolle. Wheeler zieht, wie von Chance befürchtet, den Ärger von Burdettes Männern auf sich und wird hinterrücks erschossen. Dude kann den Mörder Wheelers verletzen und verfolgt ihn in eine zwielichtige Bar. Nachdem er beinahe wieder zum Trinken verführt worden ist, entdeckt er das Versteck des Mörders durch dessen Blutverlust und erschießt ihn. Unterdessen lernt Chance eine geheimnisvolle junge Frau mit dem Spitznamen Feathers kennen, die mit der Kutsche eingetroffen ist und in demselben Hotel wie er unterkommt. Wegen eines Steckbriefes, der auf ihre Beschreibung zutrifft, hält er Feathers zunächst für eine Falschspielerin, was sich allerdings später aufklärt. Die beiden kommen sich langsam näher, wenngleich der Sheriff ihre Annäherungsversuche in der brenzeligen Situation nur widerwillig annimmt.
Dude hofft, wieder zu alter Stärke zurückgefunden zu haben, doch am nächsten Morgen beginnt er wegen des fehlenden Alkohols zu zittern. In diesem Moment körperlicher Schwäche überwältigen ihn mehrere von Burdettes Männern. Chance seinerseits wird beinahe gefangen genommen, kann sich aber unter Mithilfe von Colorados Schießkünsten und einem Ablenkungsmanöver von Feathers aus der Situation befreien. Colorado wird daraufhin zum Hilfssheriff ernannt. Nach seiner Befreiung schämt Dude sich für seine Schwäche und will das Amt des Hilfssheriffs abgeben. Ein mexikanisches Lied, das aus dem Saloon mit Burdettes Männern erklingt, lässt ihn aber wieder Kraft schöpfen. Der Sheriff plant, sich nun bis zur Ankunft des Marshals mit seinen drei Gehilfen im Gefängnis zu verschanzen, und will noch letzte Rationen aus dem Hotel besorgen. Doch im Hotel haben Burdettes Männer inzwischen eine Falle gelegt und können Chance und Dude in ihre Gewalt bringen. Chance führt drei Männer von Burdette zum Gefängnis, aus dem sie nun Joe befreien wollen. Stumpy, der einst sein Land an die Burdettes verloren hatte und einen leidenschaftlichen Hass auf diese hegt, eröffnet unvermittelt das Feuer und kann zwei der Männer erschießen; Colorado verwundet den dritten.
Sheriff Chance und Colorado führen Joe mit sich, um diesen gegen den immer noch in Gefangenschaft von Burdette befindlichen Dude einzutauschen. Dude und Joe laufen sich aus unterschiedlichen Richtungen entgegen, und als sie nahe beieinander sind, greift Dude plötzlich Joe an und kann ihn besiegen. Es entwickelt sich eine Schießerei, bei der auch Stumpy, der eigentlich wegen seines verkrüppelten Beins im Gefängnis zurückbleiben sollte, und der mexikanische Hotelbesitzer Carlos dem Sheriff zur Hilfe eilen. Stumpy beginnt, ein paar Stangen herumliegendes Dynamit auf den Speicher zu werfen, in dem sich Burdettes Männer verschanzen. Als dieser zu brennen beginnt, ergeben Burdette und seine Männer sich dem Sheriff.
In die Kleinstadt kehrt wieder Ruhe ein und Chance kann endlich mehr Zeit mit Feathers verbringen. Diese zieht sich ein aufreizendes, sehr dünnes Kleid an, das sie in ihrer neuen Anstellung als Bardame im Hotel tragen wolle. Chance beginnt sich aufzuregen und will nicht, dass jemand außer ihm sie in dieser Aufmachung sehe – genau auf diese Reaktion hatte Feathers gehofft. Chance wirft Feathers schwarze Strumpfhose aus dem Hotelfenster auf die Straße. Der patrouillierende Stumpy entdeckt die Strumpfhose und macht Spekulationen darüber, ob er es auch einmal zum Sheriff bringen würde, aber Dude warnt ihn spöttisch, nur wenn er sich um seine eigenen Angelegenheiten kümmern würde.

## Hintergrund
Nachdem sein Monumentalfilm Land der Pharaonen 1955 bei Kritikern und Publikum durchgefallen war, ließ sich Regieveteran Howard Hawks eine längere Pause von drei Jahren – sonst hatte er häufig mehrere Filme in einem Jahr herausgebracht. Hawks entschied sich, einen Western zu drehen, in dem vor allem die Charaktere und weniger die direkte Handlung im Mittelpunkt stehen sollten. Obwohl das Genre des Westerns in den 1950er-Jahren sowohl im Kino als auch mit Fernsehserien eine Glanzphase hatte und quasi omnipräsent war, reagierte Warner-Studioboss Jack L. Warner zunächst skeptisch auf die Idee von Hawks. Erst als John Wayne verpflichtet wurde, mit dem Hawks zuvor bereits den Westernklassiker Red River (1948) gedreht hatte, gab Jack Warner grünes Licht für die Produktion des Filmes. Walter Brennan hatte ebenfalls bei Red River und vier weiteren Filmen schon mit Howard Hawks zusammengearbeitet und erhielt die Figur des Stumpy, der in vielen Szenen als Comic Relief dient.
Rio Bravo gilt als Howard Hawks’ Gegenentwurf zu dem Klassiker Zwölf Uhr mittags (1952) von Fred Zinnemann, in dem Gary Cooper als Sheriff während der ersten beiden Handlungsdrittel vergeblich um Unterstützung bittet, bevor er im finalen Showdown mit Hilfe seiner Frau die Gangster schließlich doch fast im Alleingang zur Strecke bringt. John Wayne spielt einen kühlen Profi, der sich seiner Stärken und Schwächen bewusst ist. Er trägt ständig ein Gewehr mit sich, „weil es Männer gibt, die mit dem Revolver schneller sind als ich“, und er lehnt Hilfe von Amateuren konsequent ab. Ebenso konsequent nutzt Howard Hawks die professionellen Fähigkeiten seines Personals. Mitten im Film werden Lieder gesungen, „weil zwei der Hauptdarsteller Sänger sind“. Die Szene „wäre bei Zinnemann undenkbar; wahrscheinlich erschiene sie ihm unseriös“.
Rio Bravo wurde auf 35-mm-Technicolor-Film gedreht und – mit einem Bildformat von 1,85:1 – 1959 in die Kinos gebracht. Bei einem Budget von ca. $ 3.000.000 spielte der Film alleine in Nordamerika rund 5.750.000 US-Dollar ein. Howard Hawks’ Gage betrug rund 100.000 US-Dollar, die von John Wayne etwa 750.000 US-Dollar und die von Dean Martin 50.000 US-Dollar.
Der Vorspann des Films nennt Malcolm Atterbury und Harry Carey Jr. als mitwirkende Schauspieler, obwohl diese tatsächlich in keiner Szene zu sehen sind. Während Atterburys Szenen aus dem Film geschnitten wurden, war Carey gleich zu Beginn der Dreharbeiten von Howard Hawks entlassen worden. Dieser redete ihn angeblich mit „Howard“ an und nicht – wie vom Regisseur erwartet – mit „Mr. Hawks“. Rio Bravo war der 22. und letzte Film, in dem John Wayne und sein Freund Ward Bond gemeinsam auftraten. Bond starb am 5. November 1960 im Alter von 57 Jahren. Hawks nahm das Thema einer jeweils von John Wayne gespielten Hauptfigur, die sich mit wenigen Gehilfen einer Übermacht erwehren muss, später in den Filmen El Dorado (1966) und Rio Lobo (1970) erneut auf.

### Drehorte

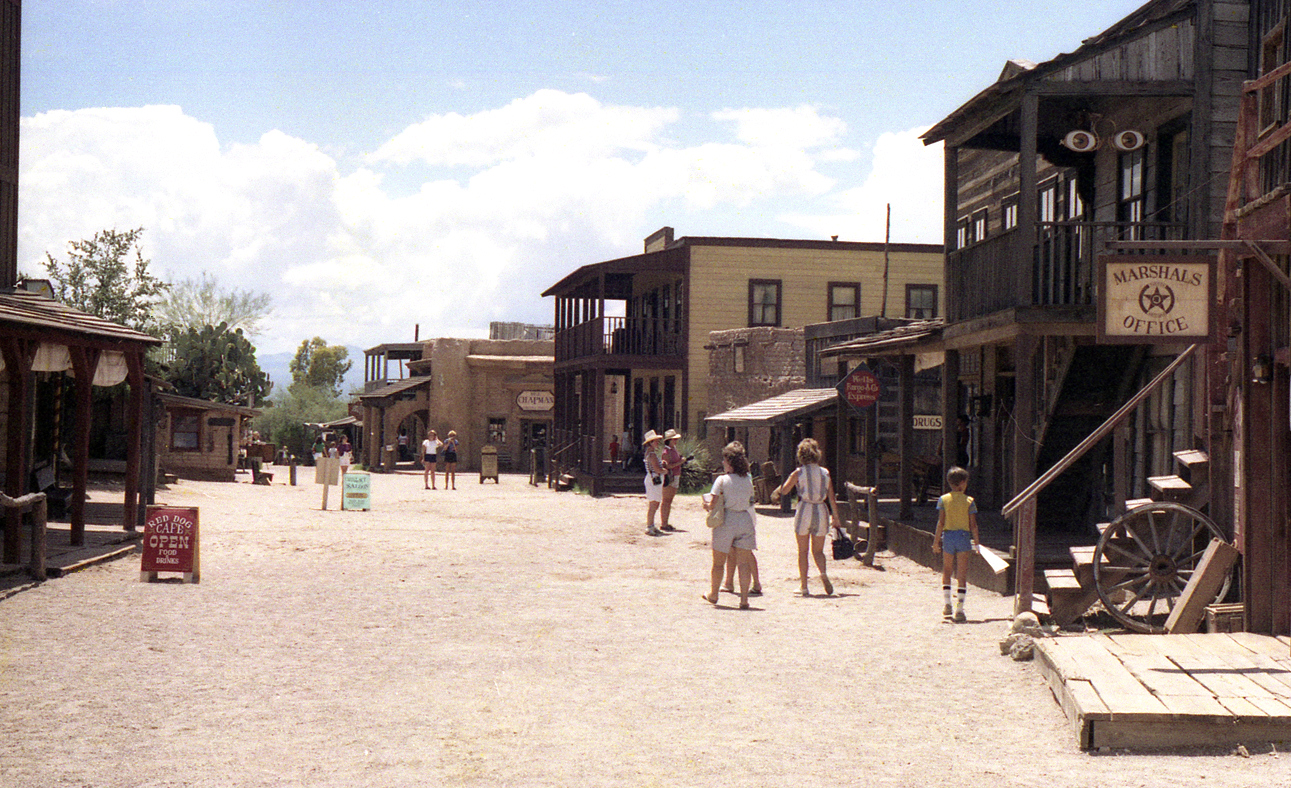
Die Westernkulisse der Old Tucson Studios (hier im Jahr 1984) diente als Drehort des Filmes für die Stadtszenen

- Old Tucson Studios – 201 S. Kinney Road, Tucson, Arizona, USA
- Stage 26, Warner Brothers Burbank Studios – 4000 Warner Boulevard, Burbank, Kalifornien, USA
- Stage 5, Warner Brothers Burbank Studios – 4000 Warner Boulevard, Burbank, Kalifornien, USA

## Synchronisation
Die deutsche Synchronfassung entstand bei der RIVA Synchron GmbH in München.
| Rolle            | Darsteller              | Synchronsprecher     |
| ---------------- | ----------------------- | -------------------- |
| John T. Chance   | John Wayne              | Ernst Konstantin     |
| Dude             | Dean Martin             | Holger Hagen         |
| Colorado Ryan    | Ricky Nelson            | Gig Malzacher        |
| Feathers         | Angie Dickinson         | Ursula Traun         |
| Stumpy           | Walter Brennan          | Hans Hessling        |
| Pat Wheeler      | Ward Bond               | Klaus W. Krause      |
| Nathan Burdette  | John Russell            | Wolf Ackva           |
| Joe Burdette     | Claude Akins            | Panos Papadopulos    |
| Carlos Robante   | Pedro Gonzalez Gonzalez | Hans Jürgen Diedrich |
| Charlie, Barmann | Walter Barnes           | Walter Ofiera        |

## Kritiken
Der Kritiker Robin Wood schrieb: „Würde man mich auffordern, einen Film zu nennen, der die Existenz Hollywoods rechtfertigt, dann wäre das für mich wahrscheinlich Rio Bravo.“ Sein Kollege Donald Willis war in seiner Biografie über Howard Hawks von 1975 weniger beeindruckt: Viele fänden Rio Bravo großartig, er selbst halte den Film immerhin für sehr gut. Er lebe zwar nur an der Oberfläche, aber das sei in Filmen nun einmal die wichtigste Ebene. Wayne, Brennan und Martin böten Bestleistungen, dies sei die Stärke des Films. Angie Dickinson spiele jedoch nicht überzeugend und „lümmle“ nur herum. Die größte Schwäche des Films sei aber Ricky Nelson als „Colorado“. Nelson sei „einfach kein Schauspieler“.
Der Filmdienst schreibt: „Herausragender Western von Howard Hawks, der die einfache, aber spannende Story mit professioneller Gelassenheit und ironischen Zwischentönen inszeniert. Die Figurenzeichnung ist brillant.“
Quentin Tarantino zählt Rio Bravo zu seinen Lieblingsfilmen und erklärte, dass er den Film jeder neuen Freundin von sich zeigen würde und falls diese den Film dann nicht mögen würden, er die Beziehung beenden würde. Weiterhin sieht er Rio Bravo als Vater aller „Hangout Filme“, eines von ihm geprägten Begriffs, der Filme bezeichnet, in denen Freunde miteinander Zeit verbringen und Spaß haben.

## Auszeichnungen
Angie Dickinson gewann den Golden Globe Award als Beste Nachwuchsdarstellerin, Ricky Nelson erhielt eine Nominierung als Bester Nachwuchsdarsteller. Regisseur Howard Hawks wurde für den Preis der Directors Guild of America nominiert, während bei den Laurel Awards der Film als Bestes Action-Drama und Dean Martin als Bester Action-Darsteller jeweils einen 2. Platz belegten.
Retrospektiv erhielt der Film einige bedeutende Auszeichnungen. Das berühmte französische Filmmagazin Cahiers du cinéma listete Rio Bravo auf Platz 12 der 100 besten Filme aller Zeiten. Bei der bedeutenden Kritikerumfrage des britischen Magazins Sight & Sound unter den wichtigsten internationalen Filmkritikern wurde Rio Bravo auf Platz 63 der besten Filme aller Zeiten gewählt, womit er hinter John Fords Der Schwarze Falke der am zweithöchsten platzierte Western ist. 2014 wurde der Film ins National Film Registry aufgenommen.